# Солнечное сельское поселение (Челябинская область)
Со́лнечное се́льское поселе́ние — муниципальное образование в Сосновском районе Челябинской области Российской Федерации. В рамках административно-территориального устройства муниципальное образование  соответствует административно-территориальной единице Солнечный сельсовет.
Административный центр — посёлок Солнечный.

## История
Статус и границы сельского поселения установлены Законом Челябинской области от 9 июля 2004 года № 246-ЗО «О статусе и границах Сосновского муниципального района и сельских поселений в его составе».

## Население
| 2002  | 2010  | 2011  | 2012  | 2013  | 2014  | 2015  |
| ----- | ----- | ----- | ----- | ----- | ----- | ----- |
| 1705  | ↗1740 | ↗1743 | ↗1779 | ↗1819 | ↗1845 | ↗1859 |
| 2016  | 2017  | 2018  | 2019  | 2020  | 2021  |       |
| ↘1841 | ↗1866 | ↗1887 | ↗1898 | ↗1906 | ↗1977 |       |

## Состав сельского поселения
| № | Населённый пункт | Тип населённого пункта          | Население |
| - | ---------------- | ------------------------------- | --------- |
| 1 | Нагорный         | посёлок                         | ↘343      |
| 2 | Полянный         | посёлок                         | ↗186      |
| 3 | Сагаусты         | посёлок                         | ↗107      |
| 4 | Солнечный        | посёлок, административный центр | ↗1104     |